# يوكو تاني
يوكو تاني (بالفرنسية: Yoko Tani)‏ هي ممثلة فرنسية، ولدت في 2 أغسطس 1928 في فرنسا، وتوفيت في 19 أبريل 1999 بباريس في فرنسا بسبب سرطان.

## وصلات خارجية
- يوكو تاني على موقع IMDb (الإنجليزية)
- يوكو تاني على موقع ألو سيني (الفرنسية)
- يوكو تاني على موقع أول موفي (الإنجليزية)
- يوكو تاني على موقع قاعدة بيانات الأفلام السويدية (السويدية)
- يوكو تاني على موقع قاعدة بيانات الفيلم (الإنجليزية)
- يوكو تاني على موقع كينوبويسك (الروسية)